# Lod
Lod (hebreu: לוד‎; àrab: اَلْلُدّْ, al-Ludd) o Lydda és una ciutat d'Israel que es troba en la costa, a 16 km al sud de Tel-Aviv. Compta amb uns 75.000 habitants, dels quals un 30% són àrabs, poc més de 20.000. Molts dels habitants àrabs de la ciutat van ser expulsats a l'èxode palestí de 1948 de Lod i Ramla, en què 70.000 palestins d'aquestes ciutats van ser desplaçats de les seves llars durant la guerra arabo-israeliana de 1948, després que els estats àrabs veïns ataquessin l'acabat de crear estat d'Israel. La ciutat va ser repoblada amb immigrants jueus.

## Història
Lod és l'antiga Lydda, una ciutat de Judea, que va pertànyer al cananeus (el 1465 aC consta a la llista de les ciutats de Canaan feta pel faraó Tuthmosis III), que va passar al jueus i va quedar al territori de la tribu Benjamí, a la plana de Sharon.
La Bíblia diu que fou fundada per Shamed, descendent de Benjamí, i la tribu la va restaurar (junt amb Ono i Hadid) després de la captivitat de Babilònia.
Durant el període selèucida va quedar fora de Judea fins que Demetri II Nicàtor (147 aC-138 aC i 129 aC-126 aC) la va separar de Samària i la va donar a Jonatan Asmoneu el 145 aC, esdevenint una toparquia de Judea.
Va passar a Roma amb la resta de Judea i Pompeu la va segregar el 62 aC però Juli Cèsar la va agregar altre cop i va concedir drets als jueus de la ciutat. Fou una ciutat relativament gran, però considerada com a vila. El 43 aC el governador de Síria Cassius, el 44a C, va vendre als seus habitants com esclaus per no haver pagat l'immens tribut imposat, i un altre governador, Quadratus, en temps de l'emperador Claudi, va executar alguns jueus. Fou incendiada per Cestius Gallus en el seu camí cap a Jerusalem l'any 65, i seguidament (66) l'esseni Joan va assolir el comandament durant la segona guerra jueva fins que Vespasià la va ocupar el 68. Després de la destrucció de Jerusalem el 70, fou un centre de cultura jueva. Sant Pere hi hauria curat miraculosament al paralític Enees. Després de la guerra de Bar Kokhba (132-135) l'entorn agrícola va quedar malmès i part de la població va marxar però encara van quedar molts jueus.
El 200 l'emperador Septimi Sever va establir una colònia romana anomenada Diòspolis (Colonia Lucia Septimia Severa Diospolis) amb els territoris de Lydda i Thamna, però els locals van continuar anomenant-la Lydda o Lod. La ciutat va participar en la rebel·lió contra l'emperador Gal el 251 i fou castigada al no reeixir la revolta. La ciutat i el seu territori es van empobrir i els samaritans van passar a ser majoritaris.
Les comunitats cristianes van créixer i al segle iv tenia un bisbe i el 415 es va celebrar a la ciutat un sínode de bisbes palestins en el qual l'heresiarca Pelagius es va penedir per obtenir l'aixecament del càrrec d'heretgia. Justinià hi va construir una església.
La llegenda hi fa néixer a sant Jordi, mort com a màrtir el 303 a Nicomèdia per ordre de l'emperador Dioclecià. Les seves despulles o almenys el cap foren portats a Diòspolis i enterrats allí, i en temps de Justinià I es va construir sobre la seva tomba una església,Damunt la tomba, pocs anys després, Justinià hi feu edificar una església en honor seu, i prop un monestir (aquest li fou dedicat però l'església no).
A l'inici del segle v s'hi va celebrar un sínode i diversos bisbes de Lod van participar en concilis i consten les seves signatures a les actes: Aeci al Primer Concili de Nicea (325), Dionisi al de Constantinoble (381), Fotí al de Calcedònia (451).
Segons al-Baladhuri, Lod fou conquerida per Amr ibn al-As després de la conquesta de Nablús i de Samària. Al-Tabari diu que va capitular el 636 (capitulació de tipus sulh que concedia l'aman o perdó als habitants els quals conservaven la vida i els béns i la llibertat religiosa contra pagament de la djizya). Aviat va entrar en decadència davant el creixement de Ramla com a centre administratiu, econòmic i cultural del djun de Filastin (l'antiga Palestina Prima). Ramla havia estat fundada per Sulayman ibn Abd al-Malik com a nova capital provincial després de descartar a Cesarea de Palestina que havia estat la capital romana d'Orient i d'un temps en què ho fou Lod, que fou abandonada per tenir massa població cristiana. Quan Sulayman, germà d'al-Walid I, fou nomenat governador de Palestina, va establir residència a Lod però immediatament va començar a construir Ramla. Les cases de Lod foren en part destruïdes per forçar als seus habitants a marxar a Ramla.
Al segle x va començar la islamització de la ciutat. L'església romana d'Orient situada a la tomba de Sant Jordi fou demolida el 1008 per al-Hakim però reconstruïda per Sant Esteve d'Hongria (997-1038), passant a ser important a les tradicions escatològiques dels musulmans amb una barreja de tradicions cristianes, musulmanes i jueves. Pels musulmans era el lloc on havia de ser mort l'anticrist i pels jueus el fals messies (àrab djadjdjal). La tradició cristiana de Sant Jordi i el Drac es va originar al segle vi derivada del mite de Perseu i Andromeda. L'església en la qual els musulmans assistien a cerimònies, fou demolida el 1099 poc abans de la seva conquesta pels croats.
A l'edat mitjana va patir un terratrèmol el 1033. Durant les croades, la ciutat es va dir Georgiòpolis i va estar agrupada a Ramla o Ramlah (uns 3 km al sud), nom amb què l'identificaren els croats que la van dominar des del 1099, tot i que el nom llatinitzat de Lydda no es va perdre. El 1150 els croats van reedificar l'església com catedral. Benjamí de Tudela parla de la seva visita a la ciutat. Després de la batalla d'Hattin va passar a Saladí (1187). Demolida per aquest des del 24 de setembre de 1191 incloent la catedral. El 1192 Saladí va retornar Lod en compensació pels danys que havia patit Ascaló a les seves mans.
Va ser restaurada per Ricard Cor de Lleó, i aviat Sant Jordi fou adoptat per Ricard com a patró d'Anglaterra i en general fou considerat el patró dels cristians orientals. De fet fins a Eduard III d'Anglaterra, Sant Jordi no fou patró efectiu del país. El 1204/1205 els croats per mitjà de negociacions van obtenir Jaffa i una mena de lloguer sobre Lod, Ramlah i rodalia. El 1221 fou saquejada pels mongols. Els mamelucs la van fer servir de pedrera per la construcció de la mesquita d'Al-Shodr (Jordi), el mateix Sant Jordi dels cristians. Va esdevenir un llogaret de poca importància. El tractat de pau de 1229 amb els aiúbides reconeixia als croats la possessió plena de Lod. El nom de Georgiòpolis es va mantenir entre els cristians fins al segle xvi.
Lod fou ocupada pel sultà Bàybars I el 1267/1268. L'església fou desmantellada i les seves pedres es van usar per construir un pont al nord de la ciutat (abril del 1273). En la divisió administrativa mameluca Lod va passar a ser un subdistricte (amal) que potser formava una província amb Ramla (wilayat al-Ludd wa-l-Ramla esmentada el 1281). Lod/Lydda fou llavors una estació destacada de la ruta el Caire-Damasc. Progressivament els beduïns van exercir el control de la zona (exclosa la ciutat mateix), especialment els sawalma, els kushuk i els sawtariyya, que havien substituït als Banu Djarrah que havien predominat sota els fatimites.
Sota domini otomà després del 1517, Ramla va eclipsar totalment a Lod, que va quedar com un llogaret governat per un cadi dependent del cadi de Ramla. El 1546 va patir un terratrèmol. El 1552 es va constituir en wakf en favor del cèlebre imaret de Jerusalem fundat per Khurrem Sultan. El 1622 els sawalma de la zona participaven en una coalició en favor d'Ahmed ibn Turabay l'emir de Lajjun contra Fakhr al-Din II.
Tot i la fertilitat de l'entorn Lod/Lydda no va reviure fins després de la meitat del segle xix. El 1851 tenia 1345 habitants (4.400 amb els pobles propers). Els otomans van incrementar la seguretat dels camins i això va afavorir la ciutat. També les excavacions iniciades el 1838 per Edward Robinson i continuades el 1852 per una fundació i el 1871 i 1873-1874 per Clermont-Ganneau van aportar molts detalls sobre la vila i sobre l'antiga basílica romana d'Orient i la catedral dels croats. El 1870, la comunitat grega ortodoxa va comprar les restes de l'església i en va construir una nova anomenada església de Sant Jordi, on es van celebrar actes en commemoració del naixement del sant (24 d'abril) i trasllat de les severs restes a Lod (16 de novembre).
El gran desenvolupament es va iniciar el 1890 amb la línia de ferrocarril Jaffa-Jerusalem per part de la concessió de Josep Navon Efendi, línia que fou inaugurada el 26 de setembre de 1892. i en passar la concessió en 1914 a mans otomanes fou desmantellada, en ample ferroviari mètric per adaptar-la als estàndards de l'Imperi Otomà i la ciutat enllaçada a Beerxeba.
En els següents anys la fesomia de Lydda va canviar totalment. Les tropes d'Allenby van entrar a Ramla el 15 de novembre de 1917, van dispersar a una columna otomana, i van ocupar Lod el dia 17 de novembre de 1917. El 1918 va quedar sota administració britànica i es va establir el mandat de la societat de nacions, i en aquesta època va esdevenir quarter de l'exèrcit britànic. Sota els britànics fou anomenada oficialment Lydda i fou centre d'un districte del mateix nom, i va continuar el seu desenvolupament especialment el 1920 quan els anglesos van canviar a via ample (143,5 cm) l'antiga via estreta (105 cm) i va quedar enllaçada a través de Rafah i al-Kantara, en 1918, arribant al Caire el 1941. El 1934 es va construir un aeròdrom que el 1937 va passar a ser aeroport amb qualificació d'internacional el 1949, i és avui dia l'aeroport Ben Gurion (nom que va rebre el 1975 en honor del primer president israelià). La població el 1922 era de 8.103 persones (superant a Ramla) i el 1947 eren 19.000 dels quals 2.000 eren grecs i la resta musulmans. L'11 de juliol de 1927 un terratrèmol va causar 40 morts i 500 cases malmeses.
L'11 de juliol de 1948 en la guerra entre Israel i els àrabs, Lydda fou ocupada pels israelians i de la seva població àrab només van restar unes mil persones. Molts dels habitants àrabs de la ciutat van ser expulsats a l'èxode palestí de 1948 de Lod i Ramla, en què 70.000 palestins d'aquestes ciutats van ser expulsats de les seves llars per la neteja ètnica d'Israel.
Després de l'ocupació israeliana de 1948, una vegada que els israelians van controlar les ciutats, es va dictar una ordre d'expulsió signada per Yitzhak Rabin a les Forces de Defensa d'Israel (FDI) que deia: "1. Els habitants de Lydda han de ser expulsats ràpidament sense atenció a l'edat ...". Els residents de Ramla van ser expulsats, mentre que la gent de Lydda es va veure obligada a caminar quilòmetres durant una onada de calor estival fins a les línies del front àrab, on la Legió Àrab, l'exèrcit britànic de Transjordània, va intentar proporcionar refugi i subministraments. centenars dels refugiats van morir durant l'èxode per esgotament i deshidratació, amb estimacions de fins a 500 persones. Fou coneguda com la marxa de la mort de Lydda.
El 14 de juliol de 1948, l'exèrcit israelià va dir a Ben-Gurion que no quedava "cap habitant àrab" a Ramla ni a Lod, com se'ls anomenava ara. Però es van quedar diversos centenars, inclosos treballadors de la ciutat que mantenien serveis essencials de la ciutat com el servei d’aigua, i treballadors amb experiència en els patis del ferrocarril i l’aeroport, ancians, malalts i alguns cristians, i altres que tornaren a casa seva mesos següents. L'octubre de 1948, el governador militar israelià de Ramla-Lod va informar que 960 palestins vivien a Ramla i 1.030 a Lod. Als pocs centenars d'àrabs que quedaven a la ciutat no se'ls va permetre viure a casa seva, els treballadors palestins autoritzats a romandre a les ciutats estaven confinats a guetos. L'administració militar va dividir la regió en tres zones -Ramla, Lod i Rakevet, un barri de Lod establert pels britànics per als treballadors del ferrocarril- i va declarar les zones àrabs dins d'elles "tancades". El govern militar a les ciutats va acabar l'abril de 1949.
La ciutat va ser repoblada amb immigrants jueus. Es van fer barris nous i el 1958 ja havia tornar a arribar a 19.000 habitants ara quasi tots jueus. Desenes de milers dels habitants nadius àrabs de Lydda/Lod i Ramla i els seus descendents viuen avui en camps de refugiats a Cisjordània, Jordània o el Líban, entre d'altres.
El 1972 l'exèrcit roig japonès va fer una matança a l'aeroport de Lod de 28 passatgers, en nom del Front Popular d'Alliberament de Palestina dirigit per Georges Habash, que d'infant fou un refugiat palestí originari de la ciutat de Lod.
El 1980 va arribar a 40.000 habitants. El 2010 eren 65.000, 45..000 jueus i 20.000 àrabs.